# Motorradvermietung
Als Motorradvermietung werden Unternehmen bezeichnet, die Motorräder, Leichtkrafträder, Motorroller oder Mofas gegen Entgelt an Selbstfahrer vermieten.

## Allgemeines
Selbstfahrer-Vermiet-Motorräder unterliegen besonderen Bestimmungen. Sie müssen ihrem Einsatzzweck entsprechend versichert und zugelassen werden.
Die Versicherungsprämien sind in der Regel höher als diejenigen, die von Dauernutzern für eigene Fahrzeuge zu zahlen sind. Nur wenige Versicherer versichern Selbstfahrer-Vermiet-Fahrzeuge, die Ansprüche an den Vermieter sind hoch (Zuverlässigkeit, guter Schadensverlauf). Auch unterliegen sie in Deutschland einer strengeren technischen Überwachung: ein Mietmotorrad muss in der Regel alle 12 Monate geprüft werden.
Der Motorrad-Vermieter ist verpflichtet, genaue Aufzeichnungen zu führen, die es erlauben, z. B. im Falle von Verkehrsverstößen den Fahrer zu benennen.
Die bundesrechtlich maßgebliche Regelung für Kraftfahrzeugvermietung ist die Verordnung über die Überwachung von gewerbsmäßig an Selbstfahrer zu vermietenden Kraftfahrzeuge und Anhänger vom 21. Juli 1969 (BGBl. I S. 875).

## Vermieter
Deutschland
In Deutschland gibt es aufgrund der relativ geringen Nachfrage nur wenige Unternehmen, die ausschließlich Motorräder vermieten. Zumeist wird die Motorradvermietung von Motorradhändlern und -Werkstätten angeboten, die so ihre ohnehin vorgehaltenen Werkstatt-Ersatzfahrzeuge oder Vorführmotorräder zur Vermietung anbieten.
Einige Vermieter bieten auch Sturzhelme und Schutzkleidung zur Vermietung an.
Ausland
In Urlaubsgebieten findet sich oft eine größere Anzahl an Motorradvermietungen. Manche bieten zusätzlich organisierte und geführte Touren an.
Touristen sind gut beraten, sich vor Anmietung über den technischen Zustand der Motorräder zu informieren, da der technische Zustand der Motorräder länderspezifisch sehr unterschiedlich sein kann. In vielen Ländern gibt es keine vorgeschriebenen technischen Untersuchungen oder Überwachungsorgane, die mit dem deutschen TÜV vergleichbar sind. Insbesondere bei Motorrädern kann ein schlechter Wartungszustand schnell zu Unfällen oder Stürzen führen.
Oft stehen nur Helme und keine weitere Schutzkleidung zur Anmietung bereit, so dass es angeraten ist, eigene Ausstattung mitzubringen.

## Versicherung
Deutschland
Die Deckungssummen der Kfz-Haftpflichtversicherung von Mietmotorrädern richten sich, wie bei allen anderen zugelassenen Kraftfahrzeugen, nach dem Pflichtversicherungsgesetz und sind daher in der Regel ausreichend.
Üblicherweise werden Mietmotorräder mit Vollkaskodeckung vermietet; die Selbstbeteiligung ist jedoch meistens recht hoch (1.000 bis 2.000 Euro).
Ausland
Die länderspezifischen gesetzlichen Bestimmungen sind sehr unterschiedlich. In manchen Ländern sind die gesetzlichen Deckungssummen der Haftpflicht-Versicherung so niedrig, dass sich der Abschluss einer Mallorca-Police empfiehlt. Auch bieten ausländische Motorradvermieter häufig keine Vollkasko-Versicherung an, so dass der Mieter im Falle eines selbst verschuldeten Schadens dem Vermieter selbst vollen Ersatz leisten muss.

## Tankfüllung bei Übergabe
Deutschland
In Deutschland ist es üblich, dass Mietmotorräder vollgetankt übernommen und bei Rückgabe ebenso vollgetankt zurückgegeben werden. Tut dies der Mieter nicht, stellt der Vermieter meist neben den Benzinkosten eine weitere Aufwandsentschädigung in Rechnung.
Ausland
In manchen Urlaubsländern ist es üblich, die Fahrzeuge jeweils mit leerem Tank zu übernehmen und ebenso wieder zurückzugeben.

## Mindestalter
Deutschland
Wer ein Motorrad mieten möchte, muss üblicherweise 21 Jahre alt sein. Je nach Kategorie des Motorrades kann die Altersgrenze jedoch nach unten oder oben variieren.
Ausland
In den meisten Urlaubsländern liegt das Mindestalter für eine Motorradanmietung bei 21–23 Jahren. Je nach Kategorie des Fahrzeuges können z. B. Roller mancherorts bereits ab 18 Jahren, hochwertige Motorräder wie Harley-Davidson jedoch erst ab 30 Jahren, manche Maschinen sogar erst ab 35 Jahren angemietet werden. Eine Ausnahme davon machen manche Vermieter bei Teilnahme an von ihnen geführten Touren.